# Synefrin
Synefrin är ett centralstimulerande ämne som finns i en del bantningsmedel och kosttillskott. Det är en uppiggande substans som liknar efedrin. Efedrin blev klassat som läkemedel i Sverige 2005 och därmed förbjudet att säljas som livsmedel och kosttillskott. Tillverkarna började då ersätta efedrin med synefrin i sina viktminskningspreparat. Skalet och den omogna frukten från pomerans innehåller höga halter av synefrin.
Att produkten innehåller synefrin framgår inte alltid av innehållsdeklarationen utan det kan stå Citrus Aurantium, extrakt från Citrus Aurantium eller bitter orange.
Höga halter synefrin kan ge biverkningar i form av högt blodtryck och hjärtarytmier.